# Capitale culturelle du Canada
La capitale culturelle du Canada est un titre honorifique donné annuellement à certaines villes du Canada. Le prix est décerné par Patrimoine canadien depuis 2002.

## Liste des capitales culturelles du Canada

### 2003
- Niveau 1: Vancouver ( Colombie-Britannique)
- Niveau 2:
- Niveau 3: Caraquet ( Nouveau-Brunswick), Rivière-du-Loup ( Québec)

### 2004
- Niveau 1: Regina ( Saskatchewan)
- Niveau 2: Kelowna ( Colombie-Britannique)
- Niveau 3: Owen Sound ( Ontario), Powell River ( Colombie-Britannique) ainsi que Lethbridge, Canmore, Drumheller et Crowsnest Pass ( Alberta) et Fernie ( Colombie-Britannique)

### 2005
- Niveau 1: Toronto ( Ontario)
- Niveau 2: Victoria ( Colombie-Britannique)
- Niveau 3: Saint-Jean-Port-Joli ( Québec)

### 2006
- Niveau 1: Saskatoon ( Saskatchewan)
- Niveau 2: Saint-Jean ( Terre-Neuve-et-Labrador)
- Niveau 3: Saint-Joseph-de-Beauce ( Québec), West Vancouver ( Colombie-Britannique) et Wikwemikong ( Ontario)

### 2007
- Niveau 1: Edmonton ( Alberta)
- Niveau 2: Regroupement de 5 communautés de la vallée de Comox ( Colombie-Britannique)
- Niveau 3: Moose Jaw ( Saskatchewan), Baie-Saint-Paul ( Québec) et Wendake ( Québec)

### 2008
- Niveau 1: Surrey ( Colombie-Britannique)
- Niveau 2: Nanaimo ( Colombie-Britannique)
- Niveau 3: Morden ( Manitoba), Sackville ( Nouveau-Brunswick)

### 2009
- Niveau 1: Trois-Rivières ( Québec)
- Niveau 2: Coquitlam ( Colombie-Britannique)
- Niveau 3: Whistler ( Colombie-Britannique), Fredericton ( Nouveau-Brunswick) et Caraquet ( Nouveau-Brunswick)

### 2010
- Niveau 1: Saguenay ( Québec)
- Niveau 2: Saint-Jean ( Nouveau-Brunswick)
- Niveau 3: Winnipeg ( Manitoba)

### 2011
- Niveau 1: Vancouver ( Colombie-Britannique), Lévis ( Québec)
- Niveau 2: Charlottetown ( Île-du-Prince-Édouard)
- Niveau 3:

### 2012
- Niveau 1: Calgary ( Alberta), Région de Niagara ( Ontario)
- Niveau 2:
- Niveau 3: